# Sah-Heu
Sah-Heu (Saiheu) ist eine osttimoresische Aldeia im Suco Dau Udo (Verwaltungsamt Cailaco, Gemeinde Bobonaro). 2015 lebten in der Aldeia 286 Menschen.

## Geographie
Sah-Heu bildet den Norden des Sucos Dau Udo. Südwestlich liegt die Aldeia Cauloco Lete. Im Norden grenzt Sah-Heu an den Suco Atudara, im Westen an den Suco Meligo und im Südosten an den Suco Guenu Lai. Östlich liegt jenseits des Flusses Marobo das zur Gemeinde Ermera gehörende Verwaltungsamt Hatulia mit seinem Suco Leimea-Craic. Der Verlauf des Timerema, eines Zuflusses des Nunura, markiert die Grenze zu Cauloco Lete. Im Süden liegen die Gipfel des Foho Aisaromelau (524 m) und der Foho Mutolaeo (536 m).
Im Westen liegen die Dörfer Sah-Heu und Gerotete. Kleinere Ansiedlungen verteilen sich an einer Straße im Norden. Im Dorf Sah-Heu befinden sich der Sitz des Sucos Dau Udo und eine Grundschule.

## Politik
2023 wurde Abilio Vicente zum Chefe de Aldeia gewählt.